# Haliclona gemina
Haliclona gemina är en svampdjursart som beskrevs av Sarà 1978. Haliclona gemina ingår i släktet Haliclona och familjen Chalinidae. Inga underarter finns listade i Catalogue of Life.